# Šaštín-Stráže
Šaštín-Stráže é uma cidade da Eslováquia, situada no distrito de Senica, na região de Trnava. Tem 41,95 km² de área e sua população em 2019 foi estimada em 4.965 habitantes.

## Demografia
| Ano:        | 1994 | 2004   | 2014   | 2024   |
| ----------- | ---- | ------ | ------ | ------ |
| Broj ljudi: | 4824 | 5039   | 5140   | 4851   |
| Razlika:    |      | +4,45% | +2,00% | -5,62% |

| Ano:               | 2023 | 2024   |
| ------------------ | ---- | ------ |
| Número de pessoas: | 4883 | 4851   |
| Diferença:         |      | -0,65% |